# Liste der Kulturdenkmäler in Ringgau
Die folgende Liste enthält die in der Denkmaltopographie ausgewiesenen Kulturdenkmäler auf dem Gebiet  der Gemeinde Ringgau, Werra-Meißner-Kreis, Hessen.
Hinweis: Die Reihenfolge der Denkmäler in dieser Liste orientiert sich zunächst an Ortsteilen und anschließend der Anschrift, alternativ ist sie auch nach der Bezeichnung, der vom Landesamt für Denkmalpflege vergebenen Nummer oder der Bauzeit sortierbar.
Kulturdenkmäler werden fortlaufend im Denkmalverzeichnis des Landes Hessen durch das Landesamt für Denkmalpflege Hessen auf Basis des Hessischen Denkmalschutzgesetzes (HDSchG) geführt. Die Schutzwürdigkeit eines Kulturdenkmals hängt nicht von der Eintragung in das Denkmalverzeichnis des Landes Hessen oder der Veröffentlichung in der Denkmaltopographie ab.

Das Vorhandensein oder Fehlen eines Objekts in dieser Liste ist keine rechtsverbindliche Auskunft darüber, ob es Kulturdenkmal ist oder nicht: Diese Liste entspricht möglicherweise nicht dem aktuellen Stand der offiziellen Denkmaltopographie. Diese ist für Hessen in den entsprechenden Bänden der Denkmaltopographie Bundesrepublik Deutschland und im Internet unter DenkXweb – Kulturdenkmäler in Hessen einsehbar. Auch diese Quellen sind, obwohl sie durch das Landesamt für Denkmalpflege Hessen aktualisiert werden, nicht immer aktuell, da es im Denkmalbestand immer wieder Änderungen gibt.
Eine verbindliche Auskunft erteilt allein das Landesamt für Denkmalpflege Hessen.
Nutze diese Kartenansicht, um Koordinaten in der Liste zu setzen. In dieser Kartenansicht sind Kulturdenkmale ohne Koordinaten mit einem roten bzw. orangen Marker dargestellt und können in der Karte gesetzt werden. Kulturdenkmale ohne Bild sind mit einem blauen bzw. roten Marker gekennzeichnet, Kulturdenkmale mit Bild mit einem grünen bzw. orangen Marker.

## Kulturdenkmale nach Ortsteilen

### Datterode
| Bild            | Bezeichnung              | Lage                                                                                         | Beschreibung | Bauzeit                        | Objekt-Nr. |
| --------------- | ------------------------ | -------------------------------------------------------------------------------------------- | --- | ------------------------------ | ---------- |
| Bild gesucht BW | Wohnhaus                 | Alte Straße 2 LageFlur: 31, Flurstück: 209                                                   | | Um 1800                        | 38414 DDB  |
| weitere Bilder  | Evangelische Kirche      | Am Kirchrain LageFlur: 31, Flurstück: 89                                                     | Der im Kern romanische Bau wurde in der Spätgotik sowie im 18. Jahrhundert und auch später mehrfach verändert. Als besonders bedeutend gelten die freigelegten und größtenteils wiederhergestellten Wandmalereien, die nach der Reformation übertüncht werden mussten und eine Vorstellung von der Ausstattung einer spätmittelalterlichen Dorfkirche vermitteln. |                                | 38417 DDB  |
| Bild gesucht BW | Tagelöhnerhaus           | Am Kirchrain 3 LageFlur: 31, Flurstück: 174                                                  | | Um 1780                        | 38416 DDB  |
| Bild gesucht BW | Historische Grabsteine   | Am Kirchrain 4 LageFlur: 31, Flurstück: 178                                                  | |                                | 956413 DDB |
| Bild gesucht BW | Wohnhaus einer Hofanlage | Brunnenstraße 6 LageFlur: 31, Flurstück: 114                                                 | |                                | 99576      |
| Bild gesucht BW | Untermühle               | Brunnenstraße 12/14 LageFlur: 31, Flurstück: 108, 109, 110                                   | |                                | 38419 DDB  |
| Bild gesucht BW | Wohnhaus                 | Harmuthsbach 2 LageFlur: 31, Flurstück: 218                                                  | |                                | 38420 DDB  |
| Bild gesucht BW | Wohnhaus                 | Harmuthsbach 10 LageFlur: 31, Flurstück: 49                                                  | | 1695                           | 38421 DDB  |
| Bild gesucht BW | Wohnhaus                 | Leipziger Straße 6 LageFlur: 31, Flurstück: 202                                              | |                                | 38422 DDB  |
| Bild gesucht BW | Hakenförmige Hofanlage   | Mühlgasse 5 LageFlur: 32, Flurstück: 84                                                      | | Um 1780 Wohnhaus               | 38423 DDB  |
| Bild gesucht BW | Schrotmühle              | Mühlgasse 10 LageFlur: 32, Flurstück: 73                                                     | Scheunengebäude |                                | 38425 DDB  |
| Bild gesucht BW | Obermühle                | Mühlgasse 15 LageFlur: 32, Flurstück: 72                                                     | | 1576 erwähnt, um 1880 Wohnhaus | 38424 DDB  |
| Bild gesucht BW | Gut Harmuthshausen       | Sandberg, In der Thälle, Auf der Trift, Auf der Dornshecke LageFlur: 42, Flurstück: 12, 4, 9 | |                                | 38413 DDB  |

### Grandenborn
| Bild                | Bezeichnung                                  | Lage                                                                   | Beschreibung | Bauzeit | Objekt-Nr. |
| ------------------- | -------------------------------------------- | ---------------------------------------------------------------------- | --- | ------- | ---------- |
| Bild gesucht BW     | Wohnhaus                                     | Am Gau 2 LageFlur: 22, Flurstück: 15                                   | | Um 1780 | 38427 DDB  |
| Bild gesucht BW     | Wohnhaus                                     | Am Gau 21 LageFlur: 22, Flurstück: 118/1                               | |         | 38428 DDB  |
| Bild gesucht BW     | Anger                                        | Am Gau (Weite Gasse / Breitauer Straße) LageFlur: 22, Flurstück: 120/1 | |         | 38437 DDB  |
| Bild gesucht BW     | Backhaus                                     | Am Harschenberg LageFlur: 22, Flurstück: 105                           | |         | 39265 DDB  |
| Bild gesucht BW     | Wohnhaus                                     | Am Harschenberg 1 LageFlur: 22, Flurstück: 92                          | |         | 38429 DDB  |
| Bild gesucht BW     | Wohnhaus                                     | Breitauer Straße 2 LageFlur: 23, Flurstück: 37                         | |         | 38431 DDB  |
| Bild gesucht BW     | Hofanlage                                    | Breitauer Straße 4 LageFlur: 23, Flurstück: 38                         | |         | 38432 DDB  |
| Bild gesucht BW     | Wohnhaus, einer Hofanlage                    | Breitauer Straße 5 LageFlur: 22, Flurstück: 125/1                      | | 1820    | 38433 DDB  |
| Bild gesucht BW     | Grenzstein                                   | Hahntriescher LageFlur: 36, Flurstück: 2                               | |         | 39250 DDB  |
| Bild gesucht BW     | Hofanlage                                    | Kirchweg 4 LageFlur: 23, Flurstück: 21/2                               | |         | 38434 DDB  |
| Evangelische Kirche | Evangelische Kirche                          | Kirchweg 7 LageFlur: 23, Flurstück: 47                                 | Der älteste Teil der evangelischen Kirche ist der romanische Wehrturm aus dem 12. Jahrhundert, der im Jahr 1798 mit einer aufgesetzten Haube geschlossen wurde, die die heutige Erscheinungsform bestimmt. Das angesetzte Schiff wurde 1840 im klassizistischem Stil nach den Entwürfen des Landbaumeisters Anton Jacob Spangenberg erbaut. |         | 38435 DDB  |
| Bild gesucht BW     | Grenzstein – Justizamts- und Gerichtsgrenzen | Männerhecke LageFlur: 36, Flurstück: 4                                 | Inschrift: AN/AS 1831 |         | 39275 DDB  |
| Bild gesucht BW     | Wohnhaus                                     | Netraer Weg 1 LageFlur: 23, Flurstück: 23/1                            | |         | 38436 DDB  |
| Bild gesucht BW     | Backhaus                                     | Weite Gasse, Weite Gasse (K 23) LageFlur: 22, Flurstück: 10, 2/3       | Ansammlung gemeinnütziger Anlagen mit drei Brunnenschächten gruppiert um ein Backhaus |         | 38439 DDB  |

### Lüderbach
| Bild                                    | Bezeichnung                                        | Lage                                                                                    | Beschreibung                               | Bauzeit | Objekt-Nr. |
| --------------------------------------- | -------------------------------------------------- | --------------------------------------------------------------------------------------- | ------------------------------------------ | ------- | ---------- |
| weitere Bilder                          | Schloss                                            | Altefelder Straße 2, Mergelgasse 2, Lüderbach LageFlur: 3, Flurstück: 22/19, 7/24, 8/14 | Ehemaliges Schloss der Herren von Capellan |         | 38442 DDB  |
| Bild gesucht BW                         | Wohnhaus                                           | Altefelder Straße 13 LageFlur: 5, Flurstück: 35/2                                       |                                            |         | 38443 DDB  |
| Bild gesucht BW                         | Hoheitsstein – Verkehrsmale                        | B 7 LageFlur: 8, Flurstück: 20                                                          |                                            |         | 39276 DDB  |
| Bild gesucht BW                         | Hakenförmige Hofanlage                             | Eichenbergstraße 1 LageFlur: 5, Flurstück: 66/1                                         |                                            |         | 38445 DDB  |
| Evangelische Kirche                     | Evangelische Kirche                                | Eichenbergstraße 14 LageFlur: 3, Flurstück: 15/2, 17/1                                  |                                            |         | 38446 DDB  |
| Direkt Bild zu diesem Denkmal hochladen | Jägerstein – Gedenk- und Sühnesteine               | Großer Eichenberg Flur: 6, Flurstück: 125/1                                             | Inschrift: Anno 1714                       |         | 39278 DDB  |
| Bild gesucht BW                         | Wohnhaus                                           | Höhberg 20 LageFlur: 4, Flurstück: 19/2                                                 |                                            |         | 38447 DDB  |
| Bild gesucht BW                         | Wohnhaus                                           | Höhberg 22 LageFlur: 4, Flurstück: 26/3                                                 |                                            |         | 38448 DDB  |
| weitere Bilder                          | Steinkreuz * 4926.3 – Gedenk- und Sühnesteine      | Kirchberg LageFlur: 9, Flurstück: 26                                                    | Leprakreuz                                 |         | 39277 DDB  |
| weitere Bilder                          | Grabpyramide von Capellan                          | Kirchberg LageFlur: 9, Flurstück: 6                                                     | Mausoleum der Familie von Capellan         |         | 38441 DDB  |
| Bild gesucht BW                         | ehem. Beobachtungsturm am US-Army Checkpoint India | Sollberg LageFlur: 13, Flurstück: 8/1                                                   |                                            |         | 950281 DDB |
| Bild gesucht BW                         | ehem. Pferdestall                                  | Wolgerain 1 LageFlur: 24, Flurstück: 17/2                                               |                                            |         | 952856 DDB |

### Netra
| Bild                                    | Bezeichnung                | Lage                                                                              | Beschreibung                  | Bauzeit | Objekt-Nr. |
| --------------------------------------- | -------------------------- | --------------------------------------------------------------------------------- | ----------------------------- | --- | ---------- |
| Gesamtanlage Netra                      | Gesamtanlage Netra         | Ortslage, Gesamtanlage Lage                                                       |                               | | 38450 DDB  |
| Bild gesucht BW                         | Wohnhaus                   | Enge Gasse 1 LageFlur: 1, Flurstück: 13/2                                         |                               | | 38453 DDB  |
| Evangelische Kirche                     | Evangelische Kirche        | Kirchstraße 2 LageFlur: 2, Flurstück: 30                                          |                               | | 38455 DDB  |
| Bild gesucht BW                         | Pfarrhaus                  | Kirchstraße 7 LageFlur: 2, Flurstück: 39/4                                        |                               | | 765823 DDB |
| Direkt Bild zu diesem Denkmal hochladen | Kalkofen                   | Königtal Flur: 7, Flurstück: 1/1                                                  | Reste eines Kalkofens         | | 38452 DDB  |
| Bild gesucht BW                         | Traufständiger Gasthof     | Landstraße 1 LageFlur: 2, Flurstück: 1/4                                          |                               | | 38454 DDB  |
| Bild gesucht BW                         | Wohnhaus                   | Obergasse 5 LageFlur: 1, Flurstück: 20                                            |                               | Um 1680 | 38457 DDB  |
| Bild gesucht BW                         | Wohnhaus                   | Obergasse 7 LageFlur: 1, Flurstück: 12                                            |                               | „DER HERR BEHÜTE DEINEN AUSGANG UND EINGANG VON NUN AN BIS IN EWIGKEIT. CONRADUS TROLL C.SCH.Z.M. ANNO 1705“ | 38458 DDB  |
| Bild gesucht BW                         | Fachwerkwohnhaus           | Obergasse 8 LageFlur: 2, Flurstück: 5/1                                           |                               | | 38459 DDB  |
| Wohnhaus                                | Wohnhaus                   | Obergasse 10 LageFlur: 2, Flurstück: 6                                            |                               | Um 1790 | 38460 DDB  |
| Bild gesucht BW                         | Wohnhaus                   | Rimbachstraße 4 LageFlur: 1, Flurstück: 29                                        |                               | Um 1750 | 38461 DDB  |
| Bild gesucht BW                         | Wohnhaus                   | Rimbachstraße 8 LageFlur: 1, Flurstück: 50/2                                      |                               | | 38462 DDB  |
| Bild gesucht BW                         | Dreiseitige Hofanlage      | Rimbachstraße 11 LageFlur: 2, Flurstück: 192                                      |                               | 1668 Wohnhaus                                                                                                | 38463 DDB  |
| Bild gesucht BW                         | Hofanlage                  | Rimbachstraße 19 LageFlur: 1, Flurstück: 61/2                                     |                               | | 38465 DDB  |
| Bild gesucht BW                         | Sachgesamtheit Amtsgericht | Rimbachstraße 25 LageFlur: 1, Flurstück: 70                                       |                               | | 38466 DDB  |
| weitere Bilder                          | Schloss                    | Schloßstraße 9, 10, 12, Schloßstraße LageFlur: 2, Flurstück: 40, 41/1, 57/5, 57/6 | Schloss, ehemalige Wasserburg | | 38467 DDB  |
| Bild gesucht BW                         | Wohnhaus                   | Schulstraße 1 LageFlur: 2, Flurstück: 18                                          |                               | | 38468 DDB  |
| Bild gesucht BW                         | Sog. Alte Apotheke         | Schulstraße 4 LageFlur: 2, Flurstück: 8/1                                         |                               | | 99569 DDB  |
| weitere Bilder                          | Jüdischer Friedhof         | Unter der Steinmilze LageFlur: 16, Flurstück: 116                                 |                               | | 38451 DDB  |
| Bild gesucht BW                         | Wohnhaus                   | Untergasse 5 LageFlur: 1, Flurstück: 123                                          |                               | Um 1790 | 38469 DDB  |

### Renda
| Bild            | Bezeichnung                                   | Lage                                                       | Beschreibung                                 | Bauzeit | Objekt-Nr. |
| --------------- | --------------------------------------------- | ---------------------------------------------------------- | -------------------------------------------- | ------- | ---------- |
| Bild gesucht BW | Wohnhaus                                      | Hospitalplatz 3 LageFlur: 3, Flurstück: 47                 |                                              | 1842    | 38471 DDB  |
| Bild gesucht BW | Wohnhaus                                      | Hospitalplatz 5 LageFlur: 3, Flurstück: 48                 |                                              |         | 38472 DDB  |
| Bild gesucht BW | Evangelische Kirche                           | Kirchberg 4 LageFlur: 3, Flurstück: 29                     |                                              | 1843    | 38473 DDB  |
| Bild gesucht BW | Wohnhaus einer Hofanlage                      | Kreuzer Weg 5 LageFlur: 1, Flurstück: 34/1                 |                                              |         | 38474 DDB  |
| Bild gesucht BW | Brunnen                                       | Lindenstraße 4 (Ecke Kirchberg) LageFlur: 3, Flurstück: 53 | Windebrunnen                                 |         | 38480 DDB  |
| Bild gesucht BW | Wohnhaus                                      | Lindenstraße 4 LageFlur: 3, Flurstück: 53                  |                                              | 1778    | 38476 DDB  |
| Bild gesucht BW | Hofanlage                                     | Lindenstraße 7 LageFlur: 3, Flurstück: 59/1                |                                              |         | 38477 DDB  |
| Bild gesucht BW | Wohnhaus                                      | Lindenstraße 15 LageFlur: 3, Flurstück: 65                 |                                              |         | 38478 DDB  |
| Bild gesucht BW | Wohnhaus, Scheune und Mauer (alte Fundamente) | Lindenstraße 21/21a LageFlur: 3, Flurstück: 92             | Ehemaliger Adelssitz der Treusch von Buttlar |         | 38479 DDB  |
| Bild gesucht BW | Brücke                                        | Pfaffengraben (Seifengasse) LageFlur: 3, Flurstück: 44/1   | Straßenbrücke über den Rendebach             |         | 38482 DDB  |
| Bild gesucht BW | Brücke                                        | Talgraben (Bachstraße) LageFlur: 2, Flurstück: 20/1        | Straßenbrücke über den Rendebach             |         | 38481 DDB  |

### Rittmannshausen
| Bild            | Bezeichnung                  | Lage                                             | Beschreibung | Bauzeit | Objekt-Nr. |
| --------------- | ---------------------------- | ------------------------------------------------ | ------------ | ------- | ---------- |
| Bild gesucht BW | Gesamtanlage Rittmannshausen | Ortslage, Gesamtanlage Lage                      |              |         | 38484 DDB  |
| Bild gesucht BW | Wohnhaus                     | Hohe Gasse 2 LageFlur: 4, Flurstück: 39/11       |              | Um 1750 | 38485 DDB  |
| Bild gesucht BW | Evangelische Kirche          | Raiffeisenstraße 3 LageFlur: 4, Flurstück: 69/6  |              |         | 38486 DDB  |
| Bild gesucht BW | Wohnhaus                     | Raiffeisenstraße 8 LageFlur: 4, Flurstück: 3     |              |         | 38487 DDB  |
| Bild gesucht BW | Wohnhaus                     | Rambacher Straße 1 LageFlur: 4, Flurstück: 86/5  |              | 1731    | 38488 DDB  |
| Bild gesucht BW | Wohnhaus                     | Rambacher Straße 2 LageFlur: 4, Flurstück: 53/4  |              | 1706    | 38489 DDB  |
| Bild gesucht BW | Wohnhaus                     | Rambacher Straße 9 LageFlur: 4, Flurstück: 76/4  |              | Um 1800 | 38490 DDB  |
| Bild gesucht BW | Wohnhaus                     | Rambacher Straße 15 LageFlur: 4, Flurstück: 15/3 |              | Um 1780 | 38491 DDB  |

### Röhrda
| Bild                | Bezeichnung                                   | Lage                                            | Beschreibung                    | Bauzeit          | Objekt-Nr. |
| ------------------- | --------------------------------------------- | ----------------------------------------------- | ------------------------------- | ---------------- | ---------- |
| Gesamtanlage Röhrda | Gesamtanlage Röhrda                           | Ortslage, Gesamtanlage Lage                     |                                 |                  | 38493 DDB  |
| Bild gesucht BW     | Wohnhaus                                      | Am Lindenplatz 2 LageFlur: 3, Flurstück: 97     |                                 |                  | 38494 DDB  |
| Bild gesucht BW     | Wohnhaus                                      | Am Lindenplatz 6 LageFlur: 3, Flurstück: 15/2   |                                 |                  | 38495 DDB  |
| Bild gesucht BW     | Wohnhaus                                      | Am Lindenplatz 7 LageFlur: 3, Flurstück: 113    |                                 |                  | 38496 DDB  |
| Bild gesucht BW     | Wohnhaus                                      | Aschenborn 2 LageFlur: 3, Flurstück: 23         |                                 |                  | 38497 DDB  |
| Bild gesucht BW     | Ehemaliges Pächterhaus                        | Aschenborn 4 LageFlur: 3, Flurstück: 38         |                                 | 1824             | 38498 DDB  |
| Bild gesucht BW     | Wohn-/Wirtschaftsgebäude                      | Deichwasser 2 LageFlur: 3, Flurstück: 114       | Inschrift „Hans Ros ANNO 1667“. | 1667             | 38499 DDB  |
| Bild gesucht BW     | Wohnhaus                                      | Deichwasser 3 LageFlur: 3, Flurstück: 20        |                                 | 1707 Inschrift   | 38500 DDB  |
| Bild gesucht BW     | Wohnhaus                                      | Deichwasser 4 LageFlur: 3, Flurstück: 14        |                                 | Um 1800          | 38501 DDB  |
| Bild gesucht BW     | Hofanlage                                     | Deichwasser 5 LageFlur: 3, Flurstück: 19        |                                 | Um 1780 Wohnhaus | 38502 DDB  |
| Bild gesucht BW     | Fachwerkwohnhaus                              | Deichwasser 7 LageFlur: 3, Flurstück: 18        |                                 |                  | 38503 DDB  |
| Bild gesucht BW     | Wohnhaus                                      | Dienstheim 1 LageFlur: 1, Flurstück: 123/3      |                                 |                  | 38504 DDB  |
| Bild gesucht BW     | Wohnhaus                                      | Gäßchen 6 LageFlur: 3, Flurstück: 94            |                                 |                  | 38505 DDB  |
| Bild gesucht BW     | Wohnhaus                                      | Jostmühle 3 LageFlur: 3, Flurstück: 102         |                                 |                  | 38506 DDB  |
| Bild gesucht BW     | Gedenk- und Sühnesteine – Sühnestein * 4826.4 | Lochmühle LageFlur: 5, Flurstück: 12            |                                 |                  | 39279 DDB  |
| Bild gesucht BW     | Wohnhaus                                      | Martinskirche 2 LageFlur: 3, Flurstück: 144     |                                 | Um 1780          | 38507 DDB  |
| Bild gesucht BW     | Erhaltener Rest der Martinskirche             | Martinskirche 4 LageFlur: 3, Flurstück: 140     |                                 |                  | 38508 DDB  |
| Bild gesucht BW     | Wohnhaus                                      | Netergasse 2 LageFlur: 3, Flurstück: 119/1      |                                 |                  | 38509 DDB  |
| Bild gesucht BW     | Wohnhaus                                      | Netergasse 7 LageFlur: 1, Flurstück: 88/1       |                                 |                  | 38510 DDB  |
| Bild gesucht BW     | Wohn-/Wirtschaftsgebäude                      | Ringgaustraße 6 LageFlur: 5, Flurstück: 50      |                                 |                  | 38511 DDB  |
| Bild gesucht BW     | Wohnhaus                                      | Sorge 1 LageFlur: 3, Flurstück: 130             |                                 |                  | 38512 DDB  |
| Bild gesucht BW     | Wohnhaus                                      | Sorge 3 LageFlur: 3, Flurstück: 127             |                                 |                  | 38513 DDB  |
| Bild gesucht BW     | Wohnhaus                                      | Vor dem Kirchtor 5 LageFlur: 3, Flurstück: 34/1 |                                 | Um 1650          | 38514 DDB  |
| Bild gesucht BW     | Gutshof                                       | Vor dem Kirchtor 7 LageFlur: 3, Flurstück: 36/2 | Sachgesamtheit Gutshof          |                  | 38515 DDB  |
| weitere Bilder      | Evangelische Kirche                           | Vor dem Kirchtor 9 LageFlur: 3, Flurstück: 41   |                                 |                  | 38516 DDB  |
| Bild gesucht BW     | Wohnhaus                                      | Zehnäcker 8 LageFlur: 3, Flurstück: 59          |                                 | Um 1780          | 38517 DDB  |